# Воронки (Калужская область)
Воронки — деревня в Износковском районе Калужской области России. Входит в состав сельского поселения «Деревня Алексеевка».

## География
Деревня стоит на автодороге А130. До Мятлево — 8 км.

## Население
| 2002 | 2010 |
| ---- | ---- |
| 40   | ↘33  |

## История
Ранее относилась к Медынскому уезду.
В Воронках в последней трети XVIII века была устроена усадьба. С конца столетия ею владел род Нарышкиных, первую четверть XIX века хозяйкой здесь была жена камергера А. Д. Нарышкина. После неё — поручик П. А. Бантышев. Последними владельцами усадьбы с последней трети XIX века и до 1917 года были купцы Д.Е. и Е. Е. Богдановы.
На начало XXI века о бывшей усадьбе напоминает только липовый парк с регулярной и пейзажной планировкой и каскадом прудов. Датируемый последней третью XIX века к настоящему времени он был частично застроен и зарос.